# カエルサークル
カエルサークルは、吉本興業所属のお笑いコンビ。

## メンバー
ソイくん（3月23日 - ）
- 立ち位置は向かって右。
- 芸人として初の手話通訳士で、よしもと手話ブ！の部長[2]。

クリィミーまなちゃん（11月12日 - ）
- 立ち位置は向かって左。

## 経歴
2017年に大渕、ソイ、まなちゃんのトリオとして結成されるが、2019年に大渕が脱退し、2020年よりコンビで活動開始。